# Čukotka
Čukótka (rusko Чуко́тка) oziroma Čukotsko avtonomno okrožje (rusko Чуко́тский автоно́мный о́круг, latinizirano: Čukotskij avtonomnyj okrug, čukotsko Чукоткакэн автономныкэн округ, Čukotkakèn avtonomnykèn okrug) leži vzhodno od Sibirije in je najbolj severovzhodni del Ruske federacije in hkrati evrazijske celine ob obalah Vzhodnosibirskega, Čukotskega in Beringovega morja na Čukotskem polotoku. Pokrajina se razteza na površini 721.500 km2 in je 1. januarja 2012 štela okrog 48.700 prebivalcev. Okrožno središče je Anadir. Čukotka je 17. junija 1992 postala samostojen subjekt Ruske federacije, kar je leta 1993 potrdilo Rusko federalno ustavno sodišče.
Na Čukotki živi avtohtono ljudstvo severa – Čukči, ki danes predstavlja manj kot četrtino celotnega števila prebivalstva. Ti se delijo na priobalne Čukče, ki so se ukvarjali predvsem z lovom na kite in druge morske sesalce ter nomadske Čukče v notranjosti obsežne tundre in gozdne tundre, ki so se preživljali z rejo severnih jelenov in prebivali v značilnih šotorih iz jelenjih kož - jarangah. Poleg njih na Čukotki živi še nekaj drugih manj številčnih avtohtonih ljudstev, kot so: Eskimi, Korjaki, Čuvanci, Eveni/Lamuti, Jukagiri. Med neavtohtonim prebivalstvom pa prevladujejo Rusi, Ukrajinci in drugi. Pokrajina je v času Sovjetske zveze doživela podružbljeno gospodarstvo in prisilne naselitve.
Čukotka ima obsežne zaloge nafte, naravnega plina, premoga, zlata in volframa, ki jih počasi izrablja. Večina avtohtonega prebivalstva se ukvarja z jelenorejo, lovom in ribolovom.
Bivši guverner Čukotke oligarh Roman Abramovič je v pokrajino vložil veliko denarja za razvoj infrastrukture in za neposredno pomoč prebivalcem. Njegov naslednik je Roman Kopin, ki je prevzel funkcijo okrožnega guvernerja 13. julija 2008.

## Etnične skupine
glede na ruski popis 2010 je bila sestava etničnih skupin sledeča:
- Rusi 52.5%
- Čukči 26,7%
- Ukrajinci 6%
- Jupiki 3,2%
- Eveni 2,9%
- Čuvani 1.9%
- Tatari 0,9%
- Belorusi 0,8%
- Jukagiri 0,4%
- druge skupine z manj kot stotimi predstavniki